# جون غروس
جون غروس (بالإنجليزية: John Gross)‏ هو عازف جاز أمريكي، ولد في 30 مايو 1944 في بربانك في الولايات المتحدة.

## وصلات خارجية
- جون غروس على موقع ميوزك برينز (الإنجليزية)
- جون غروس على موقع أول ميوزيك (الإنجليزية)
- جون غروس على موقع ديسكوغز (الإنجليزية)